# Neta/Taşlıca
Neta (seit 1975 türk. Taşlıca) ist ein Dorf auf der Karpas-Halbinsel im Norden der Mittelmeerinsel Zypern. Es liegt im Distrikt İskele der 1983 gegründeten, allerdings ausschließlich von der Türkei anerkannten Türkischen Republik Nordzypern. 

## Geographie
Neta liegt nahe der Südküste der Karpas-Halbinsel, 7 km südöstlich von Agios Andronikos/Yeşilköy und 3 km südlich von Avtepe/Ayios Symeon.

## Geschichte
Als die Osmanen zwecks Erfassung der Steuereinheiten 1831 die männlichen Haushaltsvorstände einem Zensus unterwarfen, zählte man in Neta 19 griechische Männer. Die Zahl der Bewohner lag 1891, als die britischen Kolonialherren (seit 1878) ihre erste Volkszählung durchführten, bei 81, schloss aber nunmehr alle Bewohner ein. Diese Zählungen erfolgten fortan alle zehn Jahre, wobei man 1901 111 Einwohner ermittelte. 1911 waren dies 121, bis 1921 erfolgte ein Anstieg auf 139, bis 1931 auf 150. 1911 und 1921 lebte ein einziger Zyperntürke im Dorf, danach bis 1976 nur noch Zyperngriechen. Während des Zweiten Weltkriegs entfiel der Zensus, der jedoch 1946 nachgeholt wurde. Nun lebten 222 Zyperngriechen im Dorf, 1960 waren es 224. 1973 lebten 205 von ihnen dort, noch im Oktober 1975 waren es 172. Im August 1976 wurden sie in den Südteil der geteilten Insel deportiert. 
Vor 1974 war Neta also fast ausschließlich von Zyperngriechen bewohnt. 1975 benannten die Türken das Dorf in Taşlıca (Fels) um. Seine neuen Bewohner kamen aus der Türkei, insbesondere aus den Distrikten Gülnar und Silifke von Mersin, sowie dem Andırın-Distrikt von Kahramanmaraş und schließlich der Provinz Karaman. 1978 zählte man 74 Einwohner wohl ganz überwiegend türkischer Zunge, 1996 waren es 95, im Jahr 2006 99.